# Sabri Sarıoğlu
Sabri Sarıoğlu (Samsun, 26 luglio 1984) è un allenatore di calcio ed ex calciatore turco, di ruolo difensore o centrocampista, commissario tecnico della nazionale Under-19 turca.

## Carriera

### Club
Iniziò a giocare giovanissimo nel Galatasaray e fu convocato da Mircea Lucescu per alcune partite nel 2001-2002, anche se non riuscì a debuttare. Giocò la sua prima partita nel 2003, contro il Trabzonspor, sotto la guida di Fatih Terim. Il 10 dicembre 2006 ha raggiunto quota 100 presenze con il Galatasaray, a 22 anni. Diventato uno dei punti di forza della squadra, il 5 luglio 2012 rinnova il suo contratto fino a giugno 2014, più opzione per un altro anno. Nella stagione 2017-2018 all'età di 32 anni firma per il Goztepe dove concluderà la sua carriera.

### Nazionale

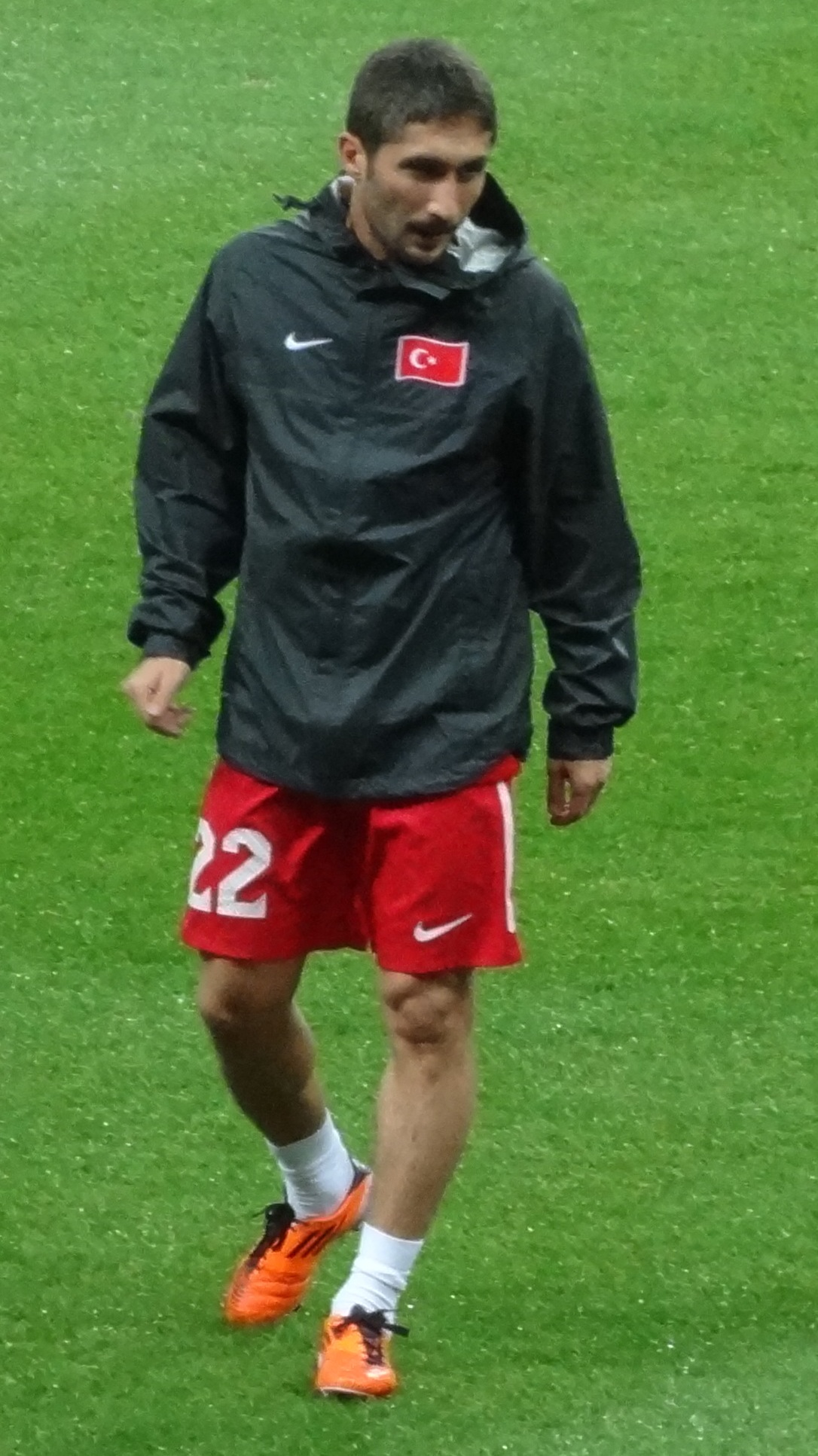
Sabri con la maglia della Nazionale di calcio della Turchia

Ha debuttato in Nazionale soltanto a ventidue anni, in una sfida valida per le qualificazioni a Euro 2008, in casa della Nazionale ungherese. Dall'esordio ad oggi, ha collezionato trentadue presenze, con anche due gol all'attivo. È stato convocato per il campionato europeo 2008.

## Curiosità
Il calciatore della nazionale turca è stato autore di un'esultanza particolare, guidando durante un'esultanza i supporters del Galatasaray, squadra nella quale ha militato per molti anni , scandendo gli urli dei supporters come un direttore d'orchestra.

## Statistiche

### Presenze e reti nei club
Statistiche aggiornate al termine della carriera.
| Stagione           | Squadra            | Campionato         | Campionato | Campionato | Coppe nazionali | Coppe nazionali | Coppe nazionali | Coppe continentali | Coppe continentali | Coppe continentali | Altre coppe | Altre coppe | Altre coppe | Totale | Totale |
| Stagione           | Squadra            | Comp               | Pres       | Reti       | Comp            | Pres            | Reti            | Comp               | Pres               | Reti               | Comp        | Pres        | Reti        | Pres   | Reti   |
| ------------------ | ------------------ | ------------------ | ---------- | ---------- | --------------- | --------------- | --------------- | ------------------ | ------------------ | ------------------ | ----------- | ----------- | ----------- | ------ | ------ |
| 2001-2002          | Galatasaray        | 1L                 | 0          | 0          | TK              | 0               | 0               | UCL                | 0                  | 0                  | -           | -           | -           | 0      | 0      |
| 2002-2003          | Galatasaray        | 1L                 | 3          | 0          | TK              | 0               | 0               | UCL                | 0                  | 0                  | -           | -           | -           | 3      | 0      |
| 2003-2004          | Galatasaray        | 1L                 | 31         | 4          | TK              | 2               | 0               | UCL+CU             | 7+2                | 1+0                | -           | -           | -           | 42     | 5      |
| 2004-2005          | Galatasaray        | 1L                 | 31         | 1          | TK              | 4               | 0               | -                  | -                  | -                  | -           | -           | -           | 35     | 1      |
| 2005-2006          | Galatasaray        | SL                 | 21         | 3          | TK              | 4               | 1               | CU                 | 1                  | 0                  | -           | -           | -           | 26     | 4      |
| 2006-2007          | Galatasaray        | SL                 | 30         | 2          | TK              | 6               | 1               | UCL                | 8                  | 1                  | ST          | 1           | 0           | 45     | 4      |
| 2007-2008          | Galatasaray        | SL                 | 22         | 1          | TK              | 6               | 0               | CU                 | 6                  | 0                  | -           | -           | -           | 34     | 1      |
| 2008-2009          | Galatasaray        | SL                 | 25         | 0          | TK              | 5               | 0               | UCL+CU             | 1+8                | 0+1                | ST          | 1           | 0           | 40     | 1      |
| 2009-2010          | Galatasaray        | SL                 | 24         | 1          | TK              | 1               | 0               | UEL                | 10                 | 1                  | -           | -           | -           | 35     | 2      |
| 2010-2011          | Galatasaray        | SL                 | 23         | 0          | TK              | 4               | 0               | UEL                | 2                  | 0                  | -           | -           | -           | 29     | 0      |
| 2011-2012          | Galatasaray        | SL                 | 23+4       | 1          | TK              | 2               | 0               | -                  | -                  | -                  | -           | -           | -           | 29     | 1      |
| 2012-2013          | Galatasaray        | SL                 | 16         | 0          | TK              | 2               | 0               | UCL                | 4                  | 0                  | ST          | 0           | 0           | 22     | 0      |
| 2013-2014          | Galatasaray        | SL                 | 24         | 0          | TK              | 6               | 1               | UCL                | 0                  | 0                  | ST          | 0           | 0           | 30     | 1      |
| 2014-2015          | Galatasaray        | SL                 | 25         | 0          | TK              | 6               | 1               | UCL                | 0                  | 0                  | ST          | 0           | 0           | 31     | 1      |
| 2015-2016          | Galatasaray        | SL                 | 27         | 0          | TK              | 7               | 0               | UCL+UEL            | 6+2                | 0+1                | ST          | 1           | 0           | 43     | 1      |
| 2016-2017          | Galatasaray        | SL                 | 28         | 1          | TK              | 6               | 1               | -                  | -                  | -                  | ST          | 0           | 0           | 34     | 2      |
| Totale Galatasaray | Totale Galatasaray | Totale Galatasaray | 353+4      | 14         |                 | 61              | 5               |                    | 57                 | 5                  |             | 3           | 0           | 478    | 24     |
| 2017-2018          | Göztepe            | SL                 | 29         | 0          | TK              | 0               | 0               | -                  | -                  | -                  | -           | -           | -           | 29     | 0      |
| Totale carriera    | Totale carriera    | Totale carriera    | 386        | 14         |                 | 61              | 5               |                    | 57                 | 5                  |             | 3           | 0           | 507    | 24     |

### Cronologia presenze e reti in nazionale
| Cronologia completa delle presenze e delle reti in nazionale ― Turchia | Cronologia completa delle presenze e delle reti in nazionale ― Turchia | Cronologia completa delle presenze e delle reti in nazionale ― Turchia | Cronologia completa delle presenze e delle reti in nazionale ― Turchia | Cronologia completa delle presenze e delle reti in nazionale ― Turchia | Cronologia completa delle presenze e delle reti in nazionale ― Turchia | Cronologia completa delle presenze e delle reti in nazionale ― Turchia | Cronologia completa delle presenze e delle reti in nazionale ― Turchia |
| Data                                                                   | Città                                                                  | In casa                                                                | Risultato                                                              | Ospiti                                                                 | Competizione                                                           | Reti                                                                   | Note                                                                   |
| ---------------------------------------------------------------------- | ---------------------------------------------------------------------- | ---------------------------------------------------------------------- | ---------------------------------------------------------------------- | ---------------------------------------------------------------------- | ---------------------------------------------------------------------- | ---------------------------------------------------------------------- | ---------------------------------------------------------------------- |
| 7-10-2006                                                              | Budapest                                                               | Ungheria                                                               | 0 – 1                                                                  | Turchia                                                                | Qual. Euro 2008                                                        | -                                                                      |                                                                        |
| 11-10-2006                                                             | Francoforte                                                            | Turchia                                                                | 5 – 0                                                                  | Moldavia                                                               | Qual. Euro 2008                                                        | -                                                                      | 51’                                                                    |
| 15-11-2006                                                             | Bergamo                                                                | Italia                                                                 | 1 – 1                                                                  | Turchia                                                                | Amichevole                                                             | -                                                                      | 84’                                                                    |
| 7-2-2007                                                               | Tbilisi                                                                | Georgia                                                                | 1 – 0                                                                  | Turchia                                                                | Amichevole                                                             | -                                                                      | 50’ 62’                                                                |
| 24-3-2007                                                              | Il Pireo                                                               | Grecia                                                                 | 1 – 4                                                                  | Turchia                                                                | Qual. Euro 2008                                                        | -                                                                      |                                                                        |
| 28-3-2007                                                              | Francoforte                                                            | Turchia                                                                | 2 – 2                                                                  | Norvegia                                                               | Qual. Euro 2008                                                        | -                                                                      |                                                                        |
| 2-6-2007                                                               | Sarajevo                                                               | Bosnia ed Erzegovina                                                   | 3 – 2                                                                  | Turchia                                                                | Qual. Euro 2008                                                        | 1                                                                      | 76’                                                                    |
| 5-6-2007                                                               | Dortmund                                                               | Turchia                                                                | 0 – 0                                                                  | Brasile                                                                | Amichevole                                                             | -                                                                      |                                                                        |
| 22-8-2007                                                              | Bucarest                                                               | Romania                                                                | 2 – 0                                                                  | Turchia                                                                | Amichevole                                                             | -                                                                      | 82’                                                                    |
| 8-9-2007                                                               | Ta' Qali                                                               | Malta                                                                  | 2 – 2                                                                  | Turchia                                                                | Qual. Euro 2008                                                        | -                                                                      | 52’                                                                    |
| 21-11-2007                                                             | Istanbul                                                               | Turchia                                                                | 1 – 0                                                                  | Bosnia ed Erzegovina                                                   | Qual. Euro 2008                                                        | -                                                                      | 61’                                                                    |
| 26-3-2008                                                              | Minsk                                                                  | Bielorussia                                                            | 2 – 2                                                                  | Turchia                                                                | Amichevole                                                             | -                                                                      | 22’                                                                    |
| 20-5-2008                                                              | Bielefeld                                                              | Turchia                                                                | 1 – 0                                                                  | Slovacchia                                                             | Amichevole                                                             | -                                                                      | 46’                                                                    |
| 25-5-2008                                                              | Bochum                                                                 | Turchia                                                                | 2 – 3                                                                  | Uruguay                                                                | Amichevole                                                             | -                                                                      | 46’                                                                    |
| 29-5-2008                                                              | Duisburg                                                               | Finlandia                                                              | 0 – 2                                                                  | Turchia                                                                | Amichevole                                                             | -                                                                      |                                                                        |
| 7-6-2008                                                               | Carouge                                                                | Portogallo                                                             | 2 – 0                                                                  | Turchia                                                                | Euro 2008 - 1º turno                                                   | -                                                                      | 46’ 73’                                                                |
| 15-6-2008                                                              | Carouge                                                                | Turchia                                                                | 3 – 2                                                                  | Rep. Ceca                                                              | Euro 2008 - 1º turno                                                   | -                                                                      | 46’                                                                    |
| 20-6-2008                                                              | Vienna                                                                 | Croazia                                                                | 1 – 1 dts (2 – 4 dtr)                                                  | Turchia                                                                | Euro 2008 - Quarti di finale                                           | -                                                                      |                                                                        |
| 25-6-2008                                                              | Basilea                                                                | Germania                                                               | 3 – 2                                                                  | Turchia                                                                | Euro 2008 - Semifinale                                                 | -                                                                      | 90+4’                                                                  |
| 11-10-2008                                                             | Istanbul                                                               | Turchia                                                                | 2 – 1                                                                  | Bosnia ed Erzegovina                                                   | Qual. Mondiali 2010                                                    | 1                                                                      |                                                                        |
| 15-10-2008                                                             | Tallinn                                                                | Estonia                                                                | 0 – 0                                                                  | Turchia                                                                | Qual. Mondiali 2010                                                    | -                                                                      |                                                                        |
| 19-11-2008                                                             | Vienna                                                                 | Austria                                                                | 2 – 4                                                                  | Turchia                                                                | Amichevole                                                             | -                                                                      | 35’ 69’                                                                |
| 11-2-2009                                                              | Smirne                                                                 | Turchia                                                                | 1 – 1                                                                  | Costa d'Avorio                                                         | Amichevole                                                             | -                                                                      | 46’                                                                    |
| 28-3-2009                                                              | Madrid                                                                 | Spagna                                                                 | 1 – 0                                                                  | Turchia                                                                | Qual. Mondiali 2010                                                    | -                                                                      | 83’                                                                    |
| 1-4-2009                                                               | Istanbul                                                               | Turchia                                                                | 1 – 2                                                                  | Spagna                                                                 | Qual. Mondiali 2010                                                    | -                                                                      | 81’                                                                    |
| 2-6-2009                                                               | Kayseri                                                                | Turchia                                                                | 2 – 0                                                                  | Azerbaigian                                                            | Amichevole                                                             | -                                                                      | 70’                                                                    |
| 5-6-2009                                                               | Lione                                                                  | Francia                                                                | 1 – 0                                                                  | Turchia                                                                | Amichevole                                                             | -                                                                      | 90’                                                                    |
| 12-8-2009                                                              | Kiev                                                                   | Ucraina                                                                | 0 – 3                                                                  | Turchia                                                                | Amichevole                                                             | -                                                                      | 80’ 90’                                                                |
| 3-3-2010                                                               | Istanbul                                                               | Turchia                                                                | 2 – 0                                                                  | Honduras                                                               | Amichevole                                                             | -                                                                      | 84’                                                                    |
| 22-5-2010                                                              | Harrison                                                               | Turchia                                                                | 2 – 1                                                                  | Rep. Ceca                                                              | Amichevole                                                             | -                                                                      |                                                                        |
| 26-5-2010                                                              | New Britain                                                            | Irlanda del Nord                                                       | 0 – 2                                                                  | Turchia                                                                | Amichevole                                                             | -                                                                      |                                                                        |
| 29-5-2010                                                              | Filadelfia                                                             | Stati Uniti                                                            | 2 – 1                                                                  | Turchia                                                                | Amichevole                                                             | -                                                                      |                                                                        |
| 3-9-2010                                                               | Astana                                                                 | Kazakistan                                                             | 0 – 3                                                                  | Turchia                                                                | Qual. Euro 2012                                                        | -                                                                      |                                                                        |
| 7-9-2010                                                               | Istanbul                                                               | Turchia                                                                | 3 – 2                                                                  | Belgio                                                                 | Qual. Euro 2012                                                        | -                                                                      | 73’                                                                    |
| 8-10-2010                                                              | Berlino                                                                | Germania                                                               | 3 – 0                                                                  | Turchia                                                                | Qual. Euro 2012                                                        | -                                                                      |                                                                        |
| 17-11-2010                                                             | Amsterdam                                                              | Paesi Bassi                                                            | 1 – 0                                                                  | Turchia                                                                | Amichevole                                                             | -                                                                      | 76’                                                                    |
| 9-2-2011                                                               | Trebisonda                                                             | Turchia                                                                | 0 – 0                                                                  | Corea del Sud                                                          | Amichevole                                                             | -                                                                      | 78’                                                                    |
| 3-6-2011                                                               | Bruxelles                                                              | Belgio                                                                 | 1 – 1                                                                  | Turchia                                                                | Qual. Euro 2012                                                        | -                                                                      |                                                                        |
| 10-8-2011                                                              | Istanbul                                                               | Turchia                                                                | 3 – 0                                                                  | Estonia                                                                | Amichevole                                                             | -                                                                      | 46’                                                                    |
| 2-9-2011                                                               | Istanbul                                                               | Turchia                                                                | 2 – 1                                                                  | Kazakistan                                                             | Qual. Euro 2012                                                        | -                                                                      | 29’                                                                    |
| 6-9-2011                                                               | Vienna                                                                 | Austria                                                                | 0 – 0                                                                  | Turchia                                                                | Qual. Euro 2012                                                        | -                                                                      |                                                                        |
| 7-10-2011                                                              | Istanbul                                                               | Turchia                                                                | 1 – 3                                                                  | Germania                                                               | Qual. Euro 2012                                                        | -                                                                      |                                                                        |
| 11-10-2011                                                             | Istanbul                                                               | Turchia                                                                | 1 – 0                                                                  | Azerbaigian                                                            | Qual. Euro 2012                                                        | -                                                                      |                                                                        |
| 11-11-2011                                                             | Istanbul                                                               | Turchia                                                                | 0 – 3                                                                  | Croazia                                                                | Qual. Euro 2012                                                        | -                                                                      | 71’                                                                    |
| Totale                                                                 |                                                                        | Presenze                                                               | 44                                                                     |                                                                        | Reti                                                                   | 2                                                                      |                                                                        |

## Palmarès

### Club

#### Competizioni nazionali
- Campionato turco: 6

Galatasaray: 2001-2002, 2005-2006, 2007-2008, 2011-2012, 2012-2013, 2014-2015
- Coppa di Turchia: 2

Galatasaray: 2004-2005, 2013-2014
- Supercoppa di Turchia: 3

Galatasaray: 2008, 2012, 2013